# ألبرت ريس وليامز
ألبرت ريس وليامز (بالإنجليزية: Albert Rhys Williams)‏ هو صحفي أمريكي، ولد في 28 سبتمبر 1883 في غرينتش في المملكة المتحدة، وتوفي في 27 فبراير 1962 في أوسينينغ في الولايات المتحدة.